# Ärholmens gasstation
Ärholmens gasstation utgörs av ett antal byggnader på Ärholmen söder om Marstrandsön i Kungälvs kommun. Gasstationen förklarades som statligt byggnadsminne den 30 augusti 2001 och övergick till enskilt byggnadsminne den 30 september 2002.

## Historia
Under åren 1856 till 1905 fanns en lotsstation på Ärholmen. Anläggningen för tillverkning av acetylengas var i drift under perioden 1918 och 1965. Gasen producerades för att användas av ett stort antal fyrar och lysbojar utmed västkusten. När verksamheten vid stationen lades ned år 1965 monterades maskinutrustningen ned, men byggnaderna blev kvar.
Den 30 september 2001 blev Ärholmens gasstation statligt byggnadsminne genom regeringsbeslut. Sjöfartsverket lämnade den 27 september 2002 en skrivelse till Riksantikvarieämbetet angående en försäljning av tre byggnader med uthus. Efter försäljningen övergick gasstationen till enskilt byggnadsminne, vilket regleras enligt 3 kapitlet §1 lagen om kulturminnen (1988:950), den 30 september 2002.

## Beskrivning
Ärholmen (Erholmen) ligger strax söder om Marstrandsön. Anläggningen består av ett antal byggnader, förutom den putsade gasstationen även bostadshus, bodar och magasin. I anläggningen ingår också brygga, slambassäng och en så kallad spårbana mellan gasstationen, samt ett magasin. Byggnaderna ligger grupperade på östra sidan av Ärholmen vid inseglingsleden till Marstrand. Invid vattnet på öns sydöstra del ligger den före detta gasstationen, oljemagasin, magasin, spårbana och brygga. Kolboden ligger strax norr om gasstationen. Här finns också den damm som försåg gasstationen med vatten i samband med framställningen av gas. I närheten av bostadshusen med tillhörande ekonomibyggnader finns ett skyddsrum i betong, som var tänkt att användas vid eventuell olycka med gashanteringen. Den före detta gasmästarbostaden är klädd med rödmålad panel, till skillnad från bostäderna för gasbiträden, som har gul fasadpanel. Ett uthus har fortfarande skiffer på taket till skillnad från övriga ekonomibyggnader, som har plåttak. I en vik strax nordväst om bostadsmiljön finns lämningar med grumsdammar och husgrunder, som ursprungligen var kopplade till sill- och trankokeriverksamhet.
Arbetarbostaden uppfördes år 1856 och är uppförd i liggtimmer med locklistpanel och taket är täckt med skiffer. Samma år uppfördes även ett uthus i trä. Kommendantbostaden (gasmästarbostaden), som är uppförd i liggtimmer och locklistpanel och försedd med enkupigt tegeltak, byggdes år 1869. Det spritputsade uthuset med skifferklätt tak byggdes år 1865. Gasverket, som är uppfört i betong och spritputs med enkupigt tegeltak, byggdes under åren 1917–1919 och ett magasin i samma konstruktion, avsett för förvaring av olja, liksom en magasinsbod och en kolbod i trä, blev klara år 1919.

## Galleri

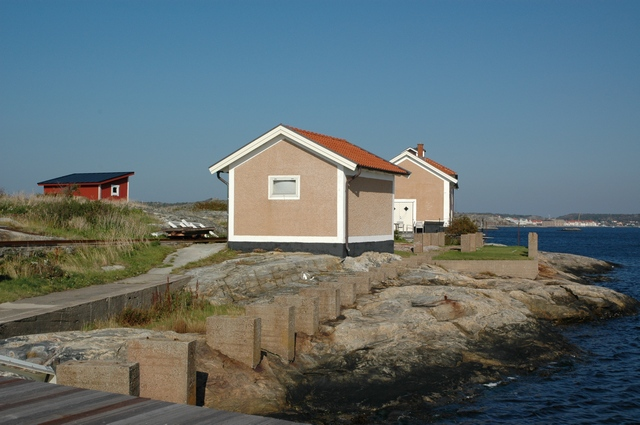
Gasstationen med gasboden i förgrunden.
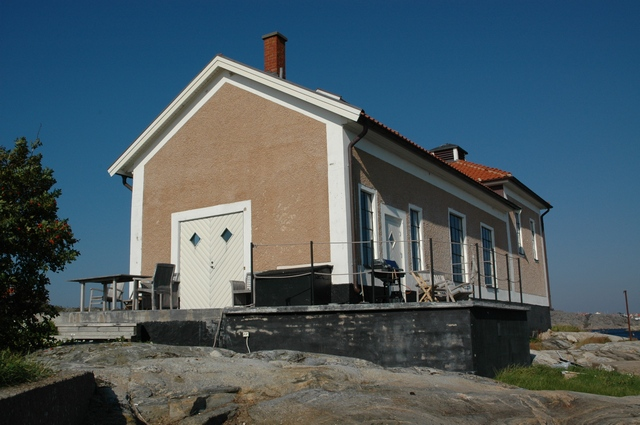
Gasstationen.
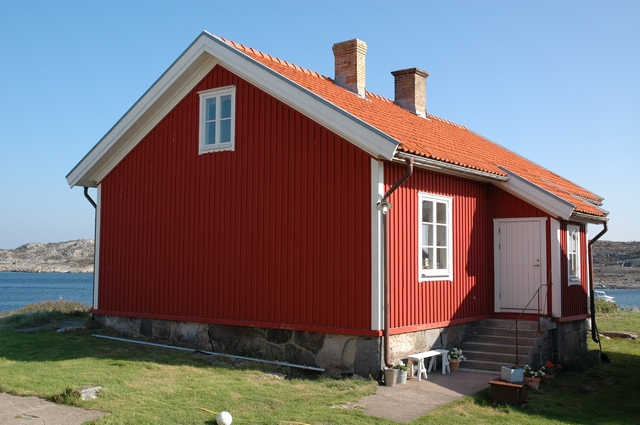
Gasmästarbostaden
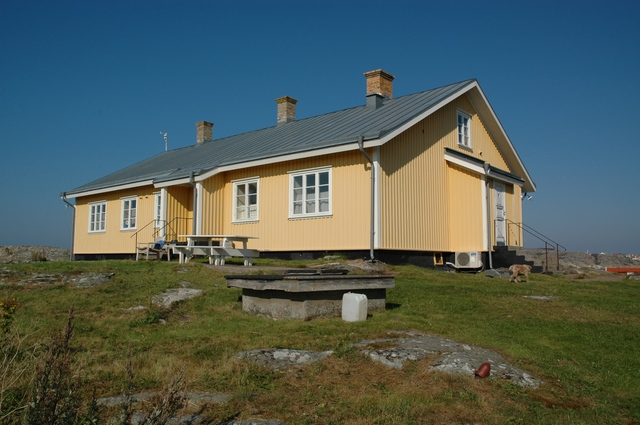
I byggnaden bodde gasbiträdena och deras familjer.
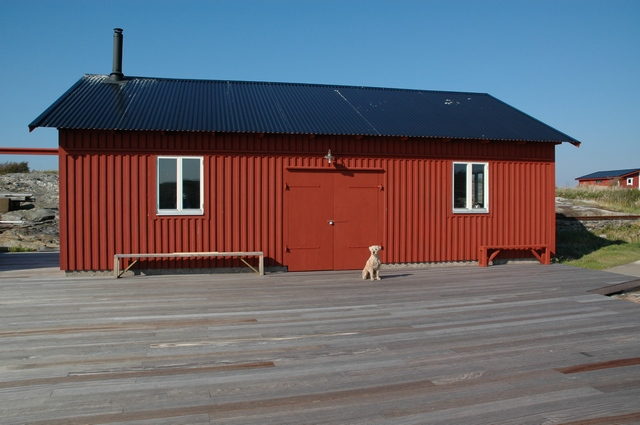
Före detta magasin.
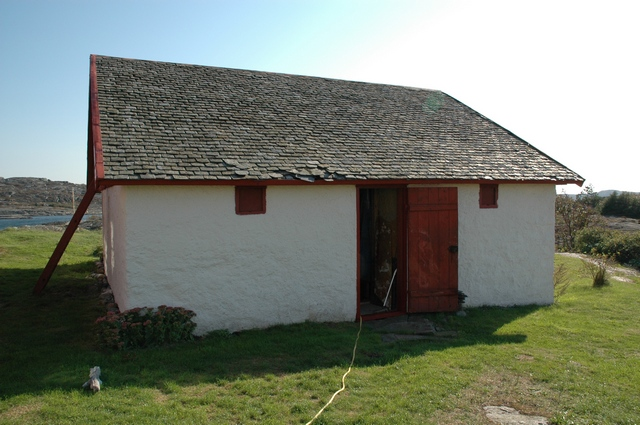
Uthus med vitputsade väggar och skiffertak.